# Claire O'Petit
Pour les articles homonymes, voir Petit.
Claire O'Petit, née le 15 octobre 1949 à Épinay-sur-Seine, est une femme politique française.
Ancienne commerçante et chroniqueuse régulière à l'émission Les Grandes Gueules sur RMC, elle rejoint La République en marche puis est élue députée dans la 5e circonscription de l'Eure lors des élections législatives françaises de 2017.

## Biographie

### Origines
Claire O'Petit est née à Épinay-sur-Seine, en Seine-Saint-Denis. Elle s'installe dans l'Eure en 2010. À l'état civil, son prénom est Clairette ; et son nom de naissance est Opetit — dont, à l'âge de vingt ans, elle a souhaité modifier la graphie en O'Petit, qu'elle jugeait plus originale. Sa mère est une chef-cuisinière communiste qui a quitté le PCF après la guerre en voyant le sort des femmes tondues, mais qui est restée membre de la CGT.
Elle est mère d'une fille.

### Carrière professionnelle
Titulaire d'un CAP couture et commerçante de ses 17 ans à sa retraite, elle a occupé plusieurs emplois : vendeuse de chaussures sur les Champs-Élysées, toiletteuse, ambulancière, VRP, patronne d'une boutique de lingerie, démonstratrice de robots de cuisine, etc.
Elle suit une formation et devient ensuite directrice commerciale d'une entreprise de paramédical, ouvrant aussi un magasin de toilettage pour chiens à Saint-Denis dans les années 1990. Après avoir protesté auprès de la mairie contre une taxe sur les enseignes jugée excessive par rapport à celles des villes environnantes, elle s'engage dans la défense des commerçants et des artisans à travers une association locale. Elle préside ainsi un « collectif des commerçants et artisans » de 1989 jusqu'à son entrée à l'Assemblée nationale,. En 1991, elle est élue présidente de la maison du commerce et de l'artisanat de St Denis réunissant commerçants sédentaires et non sédentaires. En 1997, elle est élue sous la tutelle de Mme Lebranchu, ministre du Commerce présidente des commerçants des dix villes qui recevaient la coupe du monde,  gérant à ce titre le budget de dix millions de francs du Fisac dédié. Elle est nommée chevalier de l'ordre national du Mérite pour son action au sein de ce collectif.

### Médias
De 2005 à 2017, Claire O'Petit participe régulièrement à l'émission Les Grandes Gueules sur RMC. Elle se fait remarquer par les animateurs en appelant régulièrement les Grandes Gueules pour fustiger les taxes lorsqu'elle était à la tête du collectif de commerçants,. Elle intervient une ou deux fois par semaine et se fait aussi remarquer pour ses propos sur divers corps sociaux ou minorités. Après son élection à la députation, elle n'intervient plus que deux fois par mois en tant que chroniqueuse. Depuis juillet 2022, elle reintégre Les Grande Gueules

### Entrepreneuriat et problèmes judiciaires
Le 2 novembre 2016, elle est condamnée par le tribunal de commerce de Bobigny à « une interdiction de diriger, gérer, administrer ou contrôler directement ou indirectement toute entreprise commerciale ou artisanale […] pour une durée de cinq ans », le tribunal la jugeant coupable de fautes de gestion ayant contribué à l'insuffisance d'actifs et à la liquidation de la SARL ADCP, créée dans le cadre d'une action de commerçants contre le projet de construction d'un centre commercial. Elle fait appel de ce jugement.
Le 19 octobre 2017, la cour d'appel de Paris confirme, en partie, le jugement de première instance puisque la condamnation au remboursement des sommes litigieuses est infirmée[pas clair].

### Parcours politique

#### Parti socialiste puis MoDem
En 2001, Claire O'Petit est élue sur la liste du Parti socialiste aux élections municipales à Épinay-sur-Seine. Elle démissionne au bout de six mois à la suite de l'accord passé par le PS avec le Parti communiste, qu'elle désapprouve.
Elle adhère ensuite à l'UDF, puis au MoDem. Candidate aux élections législatives de 2007 dans la première circonscription de la Seine-Saint-Denis, elle arrive quatrième du premier tour avec 6,75 % des suffrages. En 2008, elle est tête de liste aux élections municipales à Saint-Denis pour le MoDem en obtenant 7,46 % des voix ; sa liste fusionne avec l'UMP.
En 2012, elle se présente aux élections législatives dans la 5e circonscription  de l'Eure sous l'étiquette MoDem. Elle n'obtient que 1,63 % des voix, ce qui l'élimine dès le premier tour. En 2015, elle quitte le parti à cause de désaccords avec plusieurs cadres locaux.
Selon un cadre du Front national qui s'exprime sous couvert d'anonymat, elle aurait sollicité l'investiture pour les élections régionales cette même année auprès du Front national sur une liste conduite par Nicolas Bay en Normandie. Claire O'Petit nie cette version, affirmant seulement avoir déjeuné avec Gilbert Collard, « un copain des Grandes Gueules », ajoutant : « Nicolas Bay est arrivé inopinément, mais jamais nous n'avons parlé d'investiture ». Pour Christophe Delacour, secrétaire départemental adjoint du FN dans l’Eure : « Je n’ai jamais entendu dire que Claire O’Petit voulait intégrer notre liste des régionales, surtout dans l’Eure, où j’ai assisté à toutes les réunions préparatoires à la construction de notre liste ». Nicolas Bay confirme des demandes faites par Claire O'Petit pour intégrer sa liste aux élections. Un cadre du FN indique qu'elle « n'avait aucune conviction politique. Elle voulait surtout être assurée d'avoir une rémunération ».

#### Députée La République en marche
En 2017, elle se présente de nouveau dans la 5e circonscription de l'Eure sous l'étiquette La République en marche. Son investiture est contestée par des militants qui saisissent la commission nationale d’investiture du parti au motif qu'« en ayant tenu à la radio des propos outranciers ciblant des personnes aussi diverses que : certaines minorités dont les Roms, les professeurs, les socialistes, les écologistes et certains investisseurs étrangers, madame O’Petit est objectivement en contradiction avec la Charte des valeurs d’En Marche ! ». Dans un contexte de forte abstention, elle arrive en tête au premier tour avec 28,56 % des voix. Elle est élue au second tour avec 55,98 % des suffrages face au candidat FN Vincent Taillieu.
Durant ses premiers mois à l'Assemblée, la presse note sa participation réduite aux débats. 
En mars 2019, elle prend position contre la diminution du nombre de députés, proposition pourtant défendue par La République en marche.
Durant l'été 2019, ses permanences de Vernon et Etrépagny sont vandalisées. Elle reçoit également plusieurs menaces de mort[réf. souhaitée].
Candidate à sa réélection pour les législatives de 2022, elle n'est finalement pas investie par la République en Marche, qui lui préfère le maire de Vernon, François Ouzilleau. Elle renonce pour sa part à se présenter.

## Polémiques
En novembre 2012, Claire O'Petit crée la polémique après avoir approuvé sur les ondes de RMC les propos du chroniqueur Franck Tanguy « Quand je vois un barbu en djellaba qui traverse au feu rouge, j'ai envie d’accélérer », pour lesquels elle précise que « ça [lui] a toujours fait, c'est pas nouveau »,.
En juillet 2017, elle est l'objet d'une nouvelle polémique après avoir déclaré au sujet de la baisse des APL pour les étudiants que certains médias rapprochent avec une baisse prévue de l'impôt sur la fortune : « Si à 19 ans, 20 ans, 24 ans vous commencez à pleurer parce qu’on vous enlève 5 euros, qu'est-ce que vous allez faire de votre vie ? » Elle ajoute : « C'est ça ou on augmente les impôts. […] Cet argent il se fait pas comme ça. Il faut que tout le monde participe,. » Elle déclare aussi que « les socialistes sont des racistes primaires et ils se servent des Arabes ». En août 2017, elle critique publiquement son président de groupe, Richard Ferrand.
Le 6 mars 2018, Claire O'Petit est interrogée par France Info  sur le mouvement social qui paralyse l'île de Mayotte. Elle répond que « Mayotte est une ville extrêmement particulière », qu'elle n'est pas au courant, car « on le [lui] a pas donné l'information ». Elle se justifie en déclarant que « c'est la première fois qu'on en entend parler ».
En octobre 2018, elle est accusée par l'opposition d'un important absentéisme à l'Assemblée nationale. En effet, au bout de six mois, elle est la 2e députée la moins active selon le classement établi par Capital qui relève qu'« elle n'a totalisé que 9 présences en commission (bien-en dessous de la moyenne qui est de 30), n’a pondu aucun amendement et n’est même jamais intervenue dans l'hémicycle ». Elle répond que ses absences sont dues à des raisons médicales. François de Rugy, président de l'Assemblée, propose d'« appliquer strictement » les pénalités financières prévues en la matière.

## Synthèse des résultats électoraux

### Élections législatives
| Année | Parti        | Parti | Circonscription             | 1er tour | 1er tour | 1er tour | 2d tour | 2d tour | 2d tour | Issue  |
| Année | Parti        | Parti | Circonscription             | Voix     | %        | Rang     | Voix    | %       | Rang    | Issue  |
| ----- | ------------ | ----- | --------------------------- | -------- | -------- | -------- | ------- | ------- | ------- | ------ |
| 2007  |              | MoDem | 1re de la Seine-Saint-Denis | 1 683    | 6,75     | 4e       |         |         |         | Battue |
| 2012  | 5e de l'Eure | MoDem | 814                         | 1,63     | 8e       |          |         |         |         | Battue |
| 2017  | 5e de l'Eure |       | LREM                        | 11 965   | 28,56    | 1re      | 18 804  | 55,98   | 1re     | Élue   |

### Élections municipales
Les résultats ci-dessous concernent uniquement les élections où elle est tête de liste.
| Année | Parti | Parti | Commune     | 1er tour | 1er tour | 1er tour | 2d tour           | 2d tour           | 2d tour | Issue  | Sièges (CM) |
| Année | Parti | Parti | Commune     | Voix     | %        | Rang     | Voix              | %                 | Rang    | Issue  | Sièges (CM) |
| ----- | ----- | ----- | ----------- | -------- | -------- | -------- | ----------------- | ----------------- | ------- | ------ | ----------- |
| 2008  |       | MoDem | Saint-Denis | 1 200    | 7,46     | 5e       | Fusion avec l’UMP | Fusion avec l’UMP | 3e      | Battue | 5 / 53      |

## Distinction
- Chevalier de l'ordre national du Mérite[28].